# Селиванкино (Чувашия)
Селива́нкино (чув. Мăн Кивпулăх) — деревня в Чебоксарском муниципальном округе Чувашской Республики России. До преобразования Чебоксарского района в муниципальный округ в 2022 году входила в состав Синьял-Покровского сельского поселения.

## География
Деревня находится в северной части Чувашии, в пределах Чувашского плато, в зоне хвойно-широколиственных лесов, к западу от автодороги 97К-001, на расстоянии примерно 10 километров (по прямой) к западу-северо-западу от посёлка городского типа Кугеси, административного центра района. Абсолютная высота — 180 метров над уровнем моря.  Расстояние до столицы республики — города Чебоксары — 17 км, до районного центра  — 19 км, до железнодорожной станции 2 км.
Климат
Климат характеризуется как умеренно континентальный, с умеренно морозной зимой и тёплым летом. Среднегодовая температура воздуха — 2,9 °С. Средняя температура воздуха самого тёплого месяца (июля) — 16,5 — 19,5 °C (абсолютный максимум — 37 °C); самого холодного (января) — −13 °C (абсолютный минимум — −44 °C). Среднегодовое количество осадков составляет около 513 мм, из которых 70 % выпадает в тёплый период.
Часовой пояс
Деревня Селиванкино, как и вся Чувашия, находится в часовой зоне МСК (московское время). Смещение применяемого времени относительно UTC составляет +3:00.

## Население
| 2010 | 2012 |
| ---- | ---- |
| 387  | ↗410 |

Гендерный состав
По данным Всероссийской переписи населения 2010 года в гендерной структуре населения мужчины составляли 49,9 %, женщины — соответственно 50,1 %.
Национальный состав
Согласно результатам переписи 2002 года, в национальной структуре населения чуваши составляли 98 % из 388 чел.